# Seine (departement)

Znak bývalého departementu

Departement Seine (francouzsky Département de la Seine) je bývalý departement ve Francii. Byl zrušen 1. ledna 1968 na základě zákona z 10. července 1964 o reorganizaci pařížského regionu. Na jeho místě vznikly čtyři nové departementy: Paříž (1 obec rozdělená na 10 obvodů), Hauts-de-Seine (27 obcí), Seine-Saint-Denis (24 obce) a Val-de-Marne (29 obcí).

## Historie
Departement vznikl 4. března 1790 jako departement Paříž (département de Paris) se sídlem v Paříži. V roce 1795 byl přejmenován na Seine. V roce 1800 byl rozdělen na 14 obvodů, z nichž dva (Saint-Denis a Sceaux) byly dále každý rozděleny na čtyři kantony. Paříž byla rozdělena na 12 městských obvodů. V roce 1860 se město Paříž rozrostlo o okolní obce a bylo rozděleno do 20 obvodů. 10. července 1964 byl přijat zákon o rozdělení departementů Seine a Seine-et-Oise. K faktickému rozdělení došlo 1. ledna 1968, kdy bylo 81 obcí rozděleno mezi čtyři nové departementy. Z demografického hlediska měl departement Seine 5 700 968 obyvatel, kteří byli rozděleni mezi Paříž (2 590 771 obyvatel, 1 obec), Hauts-de-Seine (1 250 061, 27 obcí), Val-de-Marne (967 847, 24 obce) a Seine-Saint-Denis (892 289, 29 obcí).